# پم گریر
پاملا سوزت "پم" گریر (انگلیسی: Pamela Suzette "Pam" Grier؛ زادهٔ ۲۶ مهٔ ۱۹۴۹) یک هنرپیشه اهل ایالات متحده آمریکا است.
وی از سال ۱۹۷۰ میلادی تاکنون مشغول فعالیت بوده‌است.

## فیلمشناسی
از فیلم‌ها یا برنامه‌های تلویزیونی که وی در آن نقش داشته است می‌توان به مردی با مشت‌های آهنین، مریخ حمله می‌کند!، جکی براون، ماجراهای پلوتو نش، فرار از لس آنجلس، فراتر از قانون، ارواح مریخ، روز برفی، تمام شب، در عمق زیاد و هلهله‌چی‌ها اشاره کرد.